# Stefanie Heimgartner
Stefanie Heimgartner, née le 25 avril 1987 à Baden (originaire du même lieu), est une personnalité politique suisse, membre de l'Union démocratique du centre (UDC). Elle est députée du canton d'Argovie au Conseil national depuis décembre 2019.

## Biographie
Stefanie Heimgartner naît le 25 avril 1987 à Baden, dans le canton d'Argovie. Elle en est également originaire.
Après avoir terminé son apprentissage de conductrice poids lourds, elle se porte volontaire pour le service militaire. Elle l'accomplit en tant que chauffeur et effectue trois missions au Kosovo au sein de la Swisscoy. Elle a le grade de soldat.
Elle reprend ensuite la direction de l'entreprise familiale de transports Heimgartner Transport, en tant que 6e génération responsable.

## Parcours politique
Elle est élue à l'âge de 23 ans au législatif (Einwohnerrat) de la commune argovienne de Baden. Elle en devient la plus jeune présidente de l'histoire en 2016-2017. Au terme de cette année présidentielle, elle est réélue avec le meilleur score des femmes son parti.
Elle siège également à partir de 2013 au Grand Conseil du canton d'Argovie après le retrait d'un élu de son parti. Lors du renouvellement du parlement cantonal, en 2016, elle est la femme la mieux élue du canton.
Après avoir échoué à décrocher un siège en 2015, elle accède en 2019 au Conseil national à la suite de l'élection au Conseil des États d'Hansjörg Knecht. Elle est membre de la Commission de la politique de sécurité (CPS). Elle est réélue en 2023.